# Nicolae Manolescu-Strunga
Nicolae Manolescu-Strunga (n. 1850 în Șarânga, județul Buzău – d. 1910, Strunga, Roman, azi județul Iași) a fost un medic, profesor universitar, membru al Academiei Române, senator de Roman.

## Biografie
Născut într-o familie de țărani, după terminarea școlii primare în satul natal a continuat studiile la Seminarul Teologic din Buzău. A profesat ca învățător în Urziceni și Mizil. În 1871 s-a înscris la Facultatea de Medicină din București. În 1877, fiind în ultimul an de studii, Nicolae Manolescu a plecat ca voluntar pe front în diviziile Crucii Roșii române în Razboiul de Independență. A fost tatăl politicianului Ion Manolescu-Strunga. În ultimul an de viață s-a retras la Strunga, dar a locuit și la Roman, oraș căruia i-a lăsat prin testament, terenul și fondurile necesare pentru construirea unui nou palat administrativ. Construcția avea să fie construită prin anii 1935-1937 de fiul său, ministrul Ion Manolescu-Strunga, care a construit clădirea în care își are acum sediul Primăria Roman.

## Activitatea
La 1 ianuarie 1875 a întemeiat Societatea Studenților în Medicină din București, prima asociație științifică medicală a studenților din România. În 1878 și-a susținut teza de doctorat și a început practicarea medicinei la Pătârlagele, județul Buzău. În cei doi ani petrecuți aici, Manolescu a realizat cu succes primele sale operații pe ochi. După specializări la Paris și Viena, a devenit medic oftalmolog la Spitalul Brâncovenesc din București, iar mai târziu șef de secție oftalmologică la Spitalul Colțea, unde a practicat medicina până spre sfârșitul vieții. A fost profesor universitar la Facultatea de Medicină București. și membru al Academiei Române. A condus revista Analele medicale române.
„ Una dintre afecțiunile de care s-a preocupat foarte mult a fost conjunctivita granuloasă (trahom, popular), o boală infecțioasă foarte gravă a ochiului. A inițiat și o metodă proprie de tratament a trahomului: periajul conjunctival, numit în epocă și „metoda Manolescu””—prof. Nicolae Marcu, șeful Catedrei de Istoria Medicinei UMF „Carol Davila”
Și pentru cataractă a creat procedee proprii de tratament, care i-au purtat numele.
A deținut o moșie în localitatea Strunga, atunci  în județul Roman, acum în județul Iași, unde a înființat pe lângă băile pentru tratament și un spital pentru tratamentul pelagrei. A fost senator de Roman, în două mandate.
Educația sanitară
A fost preocupat de starea sanitară a țăranului român, înființând sute de infirmerii rurale și revista „Apărătorul sănătății”.
Premii
Pentru lucrarea, apărută în 1895 la București și tipărită de Academia Română, Igiena-țeranului. Locuința, iluminatul și încălditul ei. Îmbrăcămintea, încălțămintea alimentațiunea țeranului în deosebitele epoce ale anului și în deosebitele regiuni ale țerii, primește Ordinul Bene Merenti clasa I, lucrare premiată de Academia Română..
Lucrări publicate
- Aniridie et aphakie traumatiques à gauche iridochoroidite sympatique à l'état chronique à droite. Nouveau procédé d'irido-ectomie, par le Dr. M. Manolescu, Médecin des hôpitaux Chargé du Cours d'opthalomologie à la Faculté de Bucarest. Paris, 1885. (Extrait des Archives d'opthalmologie, mai-juin, 1885, page 227, Paris)
- Apărătorul sănătăței coprinzător de cunoștințe de igienă și de medicină populară, București, Editura Inst. de Arte Grafice Carol Göbl, 1904.
- Boalele transmisibile. Expunere de profilaxie, de Dr. N. Manolescu, Institutul de Arte Grafice Carol Göbl, 1896.
- Cascadele Niagara. Conferință ținută la Societatea Geografică Română în ședința de la 28 februarie 1888. Bucuresci, Stabilimentul Grafic Socecu & Teclu, 1889.
- Causele cari presidează la reul traiu al țeranului și midloacele prin cari se poate ameliora această stare. Interpelare adresată în Senat D-lui Ministru Președinte și Ministru al Domeniilor, în diua de 31 ianuarie 1897. Bucuresci, Imprimeria Statului, 1897.
- Chestiunea țărănească. Partea I-II. București, Inst. de Arte Grafice Carol Göbl, 1906.
- Cate-va cuvinte asupra chloroformizațiunei copiilor. Theza pentru doctorat în medicină. Prezentată și susținută în Ianuarie 1878. Bucuresci, Typographia Curții, F. Göbl, 1878.
- Cate-va cuvinte despre conjunctivita granuloasa. Bucuresci, Tipografia Epoca, 1889.
- Conjunctivita granulosă în armată și în populația civilă, București, 1894.
- Cuvîntarea D-lui Profesor Dr. N. Manolescu ținută cu ocasiunea discuțiunii legii pentru înființarea catedrei și Institutului de Ginecologie în ședința Senatului de la 29 ianuarie 1898. Bucuresci, Inst. de Arte Grafice Carol Göbl, 1898.
- De l'emploi de la sclerotomie pour la cure du glaucome chronique simple, par le Dr. N. Manolescu de Bucarest. Amsterdam, 1879 (Extrait du Compte-rendu des travaux du Congrès périodique international des sciences médicales d'Amsterdam, sept. 1879, T. II, p. 278)
- De la sclerotomie dans les affections glaucomateuses, par le Dr. N. Monolescu (de Bucharest). Gand, 1880.
- Du brossage des granulations conjunctivales, combiné aux parasiticides, par le Dr. N. Manolescu, Professeur d'ophtalmologie à l'Université de Bukarest. Constantinople, 1891. (Extrait de la "Revue médico-pharmaceutique", n-os. de Janvier, Février et Mars 1891)
- Fragmente medicale publicate în cursul anului 1884-1885, București, 1885.
- Fragmente-medicale. Bucuresci, 1891.
- Igiena-țeranului. Locuința, iluminatul și încălditul ei. Îmbrăcămintea, încălțămintea alimentațiunea țeranului în deosebitele epoce ale anului și în deosebitele regiuni ale țerii. Lito-Tipografia Carol Göbl, Bucuresci, 1895.
- L'iodoforme dans la chirurgie oculaire. Par M. le D-r Manolescu, Médecin oculiste de l'hôpital Brancovano et de l'hôpital des Enfants à Bucarest. Paris (Typ. de A. Parent, A. Davy S-r), 1882.
- Lecțiuni clinice, Bucuresci, 1891.
- Maladiile conjunctivitei. Broșură, 1890.
- Massage du nerf optique dans certains cas de son atrophie. Brochure, 1891.
- Medicul de județ. Raport citit la al XI Congres al Associațiunei generale a medicilor din țară. București, 1907.
- Neputința organizațiunei actuale sanitare în apărarea populațiunei rurale contra boalelor. Bucuresci, Tip. Dreptatea, 1897.
- Note relative la conjunctivita granulosă. Bucuresci, Lito-Tip. Carol Göbl, 1891.
- Nouveau procédé d'iritomie. Par le Dr. N. Manolescu, Professeur d'ophtalmologie à la Faculté de Bucharest. Coulommiers, Impr. P. Brodard et Gallois, 1885.
- Oftalmologie practică. Diagnosticul și tratamentul boalelor conjunctivei. Bucuresci, 1887.
- I. L'opération de la cataracte secondaire. II. De l’iritomie. III. Sur l'action de l'eau chaude appliquée directement sur la cornée dans les infiltrations cornéennes, par M. Manolesco. Saint-Dizier (Haut Marne, Imp. F. Thevenot), 1904.
- Propuneri de ameliorațiuni în Serviciul Sanitar. Referat presentat D-lui Ministru de interne. Bucuresci, Inst. de Arte Grafice Carol Göbl, 1903.
- Rapoartele adresate D-lui Ministru de Interne despre resultatele inspecțiunii făcute în dilele de 5, 6, 7, 8 Iulie în orașele: Galați, Sulina, Tulcea, Babadag și Constanța de 26, 27 și 28 în comunele: Predeal, Sinaia și Câmpina, de 28 și 29 în comunele: Tîrgoviște, Puciosa, Vulcana, în Comuna rurală Vulcana-Pandele și Răculețe, de 6-12 în Turnu-Măgurele, Roșiorii-de-Vede, Bechet și mai multe comune rurale din Teleorman și Dolj, Craiova și T.-Severin. Bucuresci, Inst. de Arte Grafice Carol Göbl, 1903.
- Raport asupra Lucrărilor Congresului al XIII-lea Internațional de Igiena și Demografie ținut la Bruxel în Septembrie 1903 prezentat d-lui Ministru de Interne. Bucuresci, Inst. de Arte Grafice Carol Göbl, 1904.
- Serviciului Sanitar. Bucuresci, Imprimeria Statului, 1904.
- Raport sciințific către D. Ministru de Resbel: Relativ la maladia de ochi (granulațiuni) a soldaților din spitalul provisoriu din calea Rahovei. Bucuresci, Tipo-Lit. Ed. Wiegand, 1888.
- Raportul către Dnu ministru de interne despre resultatele inspecțiunei sanitare în orașul Iași și în Ungheni. Bucuresci, Imprimeria Statului, 1903.
- Recherches relatives à l’étude de l’acuité visuelle. Conditions de la visibilité des lignes et des points. Par N. Manolescu, Docteur en Médecine de Faculté de Bucarest. Paris (Imprimerie administrative Edmon Rousset et C-ie), 1880.
- Rolul aglutinativ al lamboului conjunctival în extracțiunea cataractei senile. Memoriu presentat și susținut la concursul pentru postul de medic primar de maladiile de ochi și urechi din Spitalele Eforiei din Bucuresci. Bucuresci, Tip. Alexandru A. Grecescu, 1884.
- Studiu asupra miopiei cu examenul a 2991 elevi din școalele din Bucuresci. Bucuresci, Tipografia Curții Regale, 1883.
- Sur la cataracte secondaire: cause et interventions. Rapport officiel XV. Congrès inter. médecine, Lisbonne, 1906.
- Sur la conjonctivite granuleuse commençante, par Le Professeur Dr. Manolescu (de Bucarest). Clermont (Oise) (Impr. Daix Frères), 1895. (Extrait de la Clinique Ophtalmologique, Juin 1895)

În colaborare: 
G. Kalenderu, Serviciul nostru sanitar. Modificarea legei sanitare... București, 1885.